# عصب‌های سینه‌ای‌شکمی
اعصاب بین دندهای T7_T11 را عصب‌های سینه‌ای‌شکمی (انگلیسی: Thoraco-abdominal nerves) می‌نامند؛ چون علاوه بر عصب‌دهی فضاهای بین دندهای مربوطه، عضلات دیوارهی قدامی شکم ماهیچه‌های Transversus Abdominis ،Rectus Abdominis، External Oblique Abdominis و Internal Oblique Abdominis را نیز عصب‌دهی می‌کند.